# La amiga
La amiga es una película argentina-alemana dramática-histórica de 1989 dirigida por Jeanine Meerapfel y protagonizada por Liv Ullmann, Cipe Lincovsky y Federico Luppi. El guion fue realizado por Meerapfel en colaboración con Alcides Chiesa, con el asesoramiento de Agnieszka Holland y Osvaldo Bayer. En la estructura del guion también asesoraron Beda Docampo Feijóo y Juan Bautista Stagnaro. Fue rodada en 1986 en Alemania y Argentina, y su estreno en este último país se produjo con una demora de años, debido a las implicancias políticas del argumento. Se estrenó el 13 de abril de 1989.

## Sinopsis

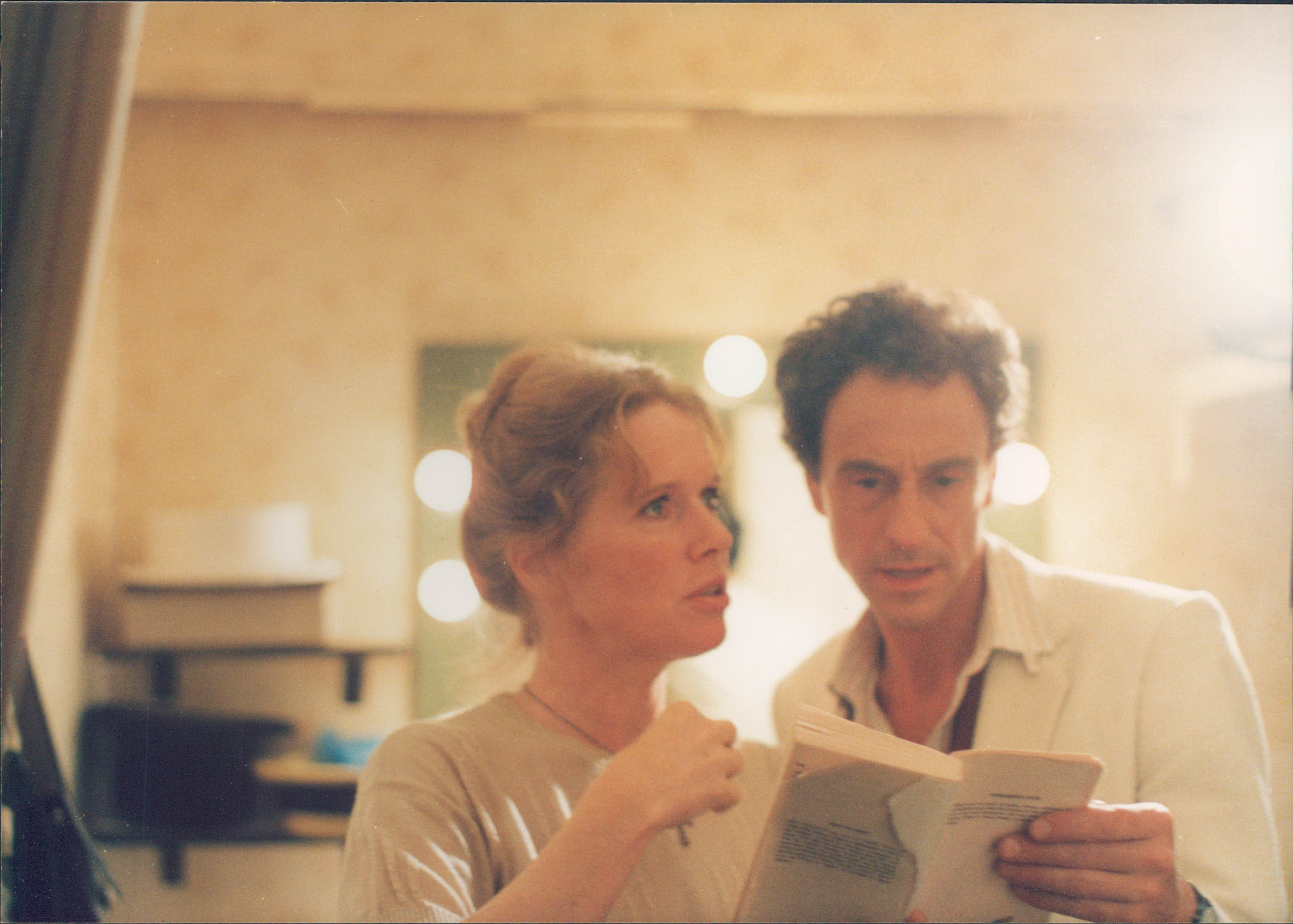
Ullmann en el rodaje de la película.

El film cuenta la historia de dos amigas íntimas durante la última dictadura cívico-militar argentina (1976-1983), y cómo viven durante el terrorismo de Estado que se aplicó en esos años. Las amigas son eventualmente separadas y vueltas a reunirse, una vez terminada la dictadura, para luchar juntas por los derechos humanos y la justicia, junto a las Madres de Plaza de Mayo.

## Reparto
Participaron del filme los siguientes intérpretes:
- Liv Ullmann (María)
- Cipe Lincovsky (Raquel Kessler)
- Federico Luppi (Pancho)
- Lito Cruz (Comisario Tito)
- Víctor Laplace (Diego)
- Cristina Murta (Madre 1)
- Nicolás Frei (Parapolicial)
- Harry Baer (Amigo de Raquel en Berlín)
- Gregor Hansen (Alemán)
- Chela Cardalda (Madre 2)
- Amancay Espíndola (Madre 3)
- Gonzalo Arguimbau (Carlos)
- Fernán Mirás (Pedro)
- Victoria Solarz (Raquelita)
- María Carla Bustos (María niña)
- Silvina Pilat (Raquel niña)
- Pablo Aquilante (Pancho niño)
- Max Berliner (Cuidador de cementerio)
- Carolina Papaleo (Betty)
- Cecilia Biagini (Mujer de Pedro)
- Néstor Tirri (Periodista)
- Bárbara Mujica (Doblaje de Liv Ullmann)
- José Andrada
- Beatriz Thibaudin (Vecina)
- Jorge Sabaté (Parapolicial)
- Gustavo Bonamino (Periodista)
- Ana María Ambasz (Madre de María)
- Ruth Jasiuk (Madre de Raquel)
- Bernardo Baras (Director de teatro)
- Pedro Loch (Asistente de Raquel)
- Estela Pérez de Guerrero (Asistente de Raquel)
- Raúl Florido (Parapolicial)
- Luis Quirós (Parapolicial)
- Oscar Escobar (Parapolicial)
- Claudio Rissi (Parapolicial)
- Roberto Zanoni (Parapolicial)
- Mario Fromenteze (Parapolicial)
- Federico Scasso (Parapolicial)
- Luis Aranosky (Parapolicial)
- Sara Krell (Vecina)
- Carlos Giordano (Chofer de Raquel)
- Guillermo Sosa (Policía)
- Omar Súcari (Policía)
- Jorge Diez (Hemon)
- Claudia Guillade (Extra en la escena de la confitería)

## Premios
La película recibió los siguientes galardones:
- 1990, Festival Internacional de Cine de Berlín, Mención Honorable-Premio Film de Paz.
- 1990, Premio Cóndor de Plata a la Mejor Actriz (Cipe Lincovsky), de la Asociación de Cronistas Cinematográficos de la Argentina
- 1988, Festival Internacional de Cine de San Sebastián, Premio a la mejor actriz (Liv Ullman y Cipe Linkovsky).